# Gradiva

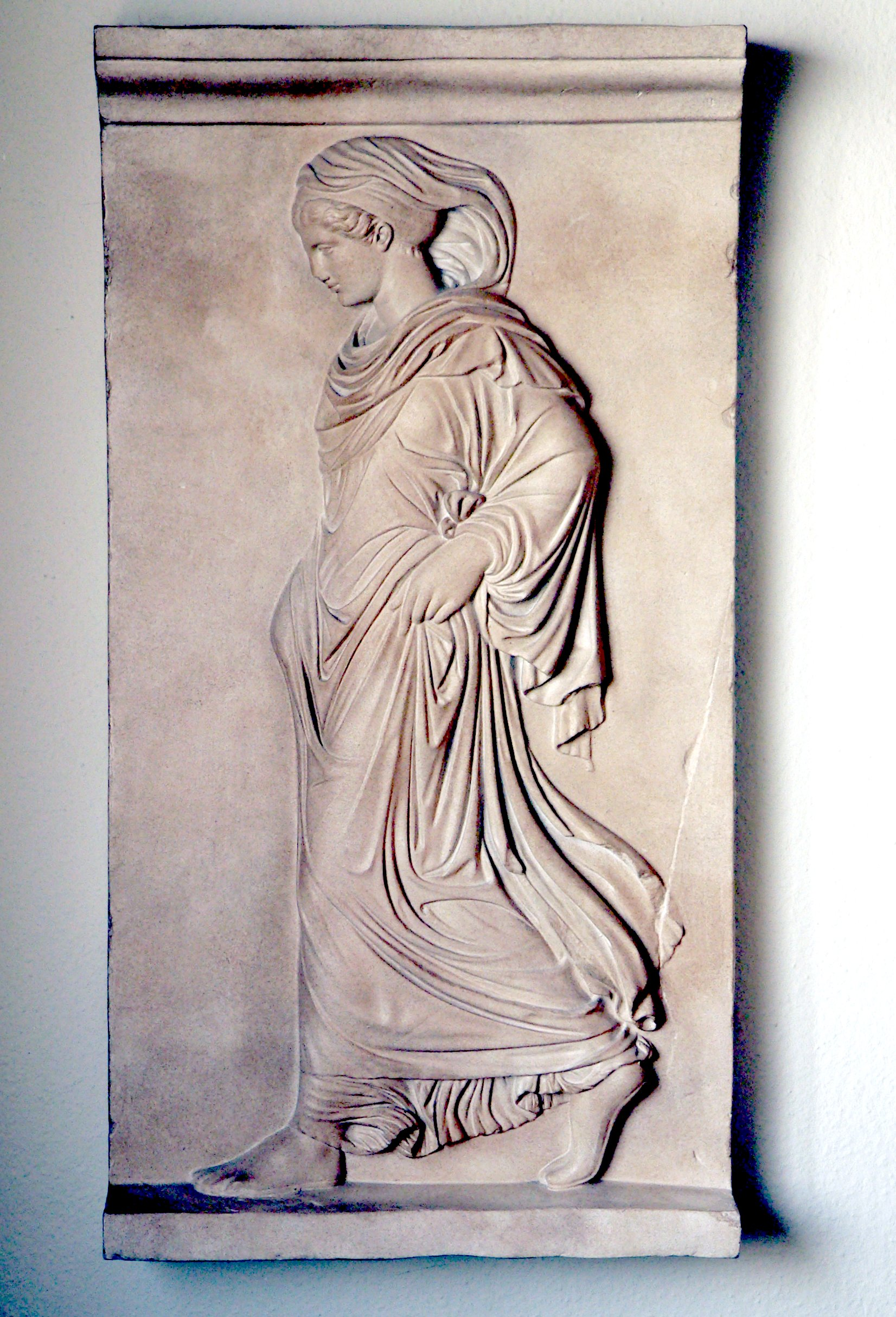
Gradiva

Gradiva (Femeia care merge) este un basorelief de marmură din perioada neoatică romană. El datează ca. din secolul II î.Hr. basorelieful prezintă profilul unei femei care merge, în timpul mersului ridică veșmântul. Opera de artă face parte din colecția Museo Chiaramonti (muzeul Chiaramonti) ea putând fi văzută în Muzeele Vaticane din Roma.